# AFF U-23 Championship
Die AFF U-23 Championship ist ein internationales Fußballturnier, welches von der asiatischen Subkonföderation AFF ausgetragen wird. An dem Turnier sind U-23-Männer-Mannschaften der Mitgliedsverbände teilnahmeberechtigt. Es wird von vielen Nationen als Vorbereitung für die Südostasienspiele angesehen. Bislang konnte die Mannschaft aus Vietnam das Turnier zweimal, Thailand und Indonesien jeweils einmal gewinnen.

## Geschichte
Die erste Ausgabe im Jahr 2005 wurde in thailändischen Bangkok unter dem Namen AFF U-23 Youth Championship veranstaltet. Eine weitere Austragung sollte im indonesischen Palembang vom 16. bis 26. Juli 2011 ausgetragen werden. Allerdings wurde das für die Austragung auserkorene Gelora-Sriwijaya-Stadion zu dem Zeitpunkt noch renoviert.
Danach gab es erst im Jahr 2019 wieder eine Austragung, diesmal einmalig unter dem Namen AFF U-22 Cup, im kambodschanischen Phnom Penh. Wieder unter dem Namen AFF U-23 Championship fand das Turnier dann erneut in Kambodscha im Jahr 2022 statt. 2023 war Thailand dann erneut der Gastgeber, Vietnam konnte dort aber seinen Titel verteidigen.

## Austragungen
| Jahr         | Veranstalter | Finale                       | 3. Platz        |
| ------------ | ------------ | ---------------------------- | --------------- |
| 2005 Details | Thailand     | Thailand 3:0 Singapur        | Myanmar         |
| 2011         | Indonesien   | abgesagt                     | abgesagt        |
| 2019 Details | Kambodscha   | Indonesien 2:1 Thailand      | Vietnam         |
| 2022 Details | Kambodscha   | Vietnam 1:0 Thailand         | Osttimor & Laos |
| 2023 Details | Thailand     | Vietnam 6:5 n. E. Indonesien | Thailand        |